# Sept Hommes en or
Sept Hommes en or (Sette uomini d'oro) est un film franco-italien, réalisé par Marco Vicario, sorti en Italie en 1965 et en France en 1966. 

## Synopsis
En Suisse, une bande de malfrats dirigée par un homme surnommé « le Professeur » (Philippe Leroy), met tout en œuvre pour voler des lingots d'or dans le coffre-fort le plus moderne et protégé de la ville. Le Professeur dirige ses acolytes (nommés seulement par le nom de leur pays d'origine), caché dans un immeuble en face de la banque. Tout le plan est préparé avec une précision chirurgicale. Chaque étape du plan est soigneusement respectée par les voleurs, et tout se déroule étonnement comme prévu. Il s'agit ici de leur deuxième casse ensemble, mais malheureusement le premier ne s'est pas bien terminé. Ce casse subira-t-il le même sort ?  
Le Professeur avait tout prévu, de la réussite, à la trahison, mais peut être a-t-il trop confiance en ses prévisions... 

## Fiche technique
- Titre : Sept Hommes en or
- Titre italien : Sette uomini d'oro
- Réalisation : Marco Vicario
- Scénario : Marco Vicario
- Photographie : Ennio Guarnieri
- Musique : Armando Trovajoli
- Montage : Roberto Cinquini, Pedro Del Rey
- Décors : Arrigo Equini, Piero Poletto et Dario Micheli
- Costumes : Gaia Romanini
- Son : Leopoldo Rossi, Mario Amari et G. Mastroianni
- Pays d'origine :  Italie /  France
- Genre : policier, drame
- Durée : 91 minutes
- Dates de sortie :
  -  Italie (Rome) : 21 octobre 1965
  -  France : 18 mars 1966

## Distribution
- Rossana Podestà (VF : Claire Guibert) : Georgia
- Philippe Leroy (VF : Dominique Paturel) : Albert, dit « Le Professeur »
- Gastone Moschin (VF : Gérard Buhr) : Adolf
- Gabriele Tinti : Aldo
- Giampiero Albertini (VF : Roger Carel) : August
- Dario de Grassi (VF : Edward Meeks) : Arthur
- Manuel Zarzo (VF : Serge Lhorca) : Alfonso
- Maurice Poli : Alfred
- Ennio Balbo (VF : Pierre Leproux) : le commissaire de police
- Renzo Palmer (VF : Claude Joseph) : le transporteur
- Alberto Bonucci (VF : Albert Augier) : Alexis, le radioamateur
- Renato Terra (VF : Claude Nicot) : Bruno Bronte, l'inspecteur de police
- Jose' Suarez (VF : René Arrieu) : le directeur de la banque
- Adalberto Maria Merli : l'officier des douanes suisses au contrôle des passeports (non crédité)

## Postérité
Le réalisateur Alfonso Brescia a fait un clin d'œil à ce film lorsque, en 1979, il a appelé son film de science-fiction Sept Hommes en or dans l'espace.